# Harm Lagaaij

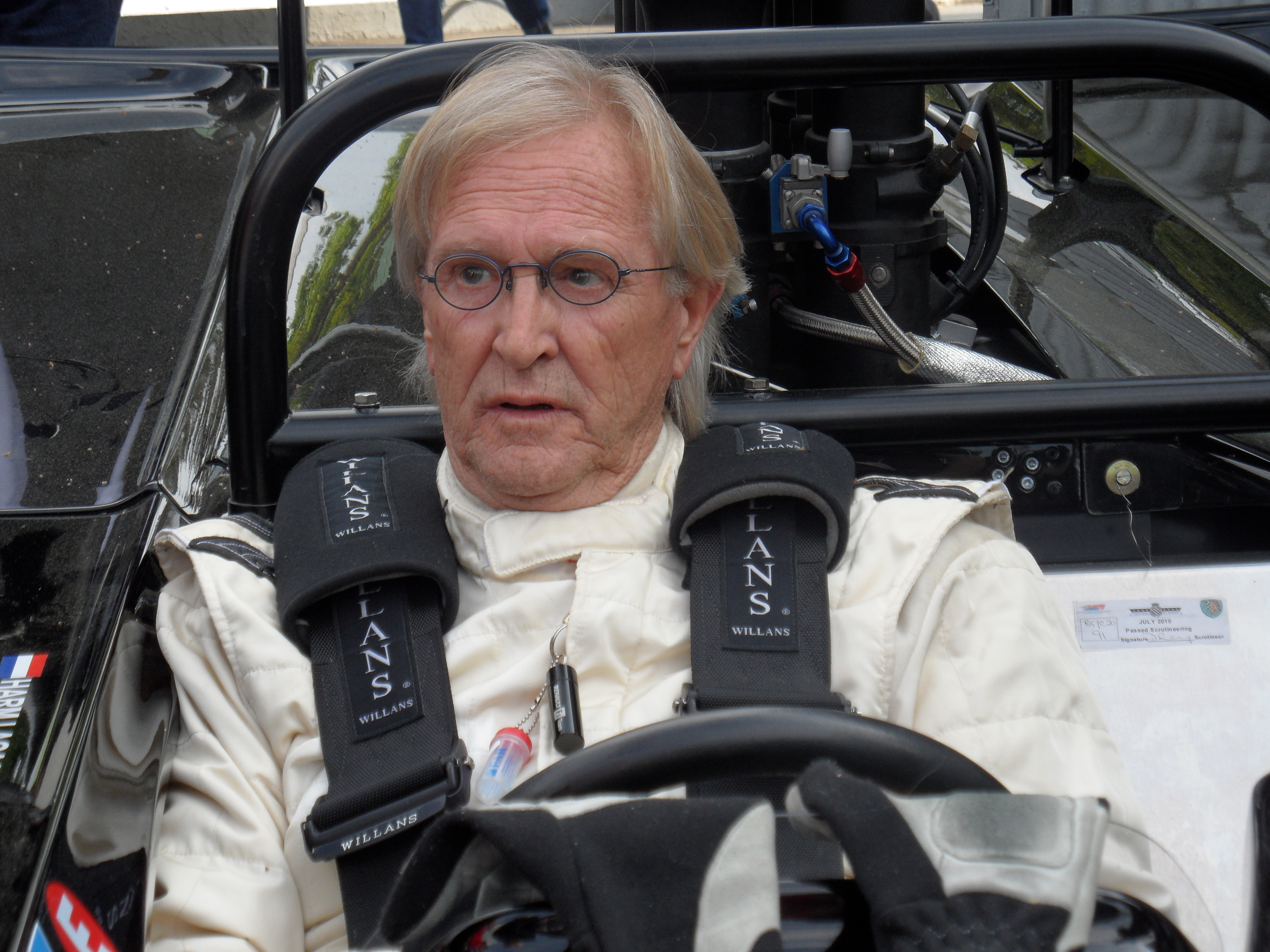
Harm Lagaay, 2011

Harm Lagaaij (Den Haag, 28 december 1946) is autodesigner en heeft in de loop van zijn carrière de vormgeving van veel succesvolle auto’s beïnvloed. Na zijn opleiding aan IVA Driebergen Business School begon hij zijn loopbaan als "technisch illustrator" in 1967 bij het bedrijf Olyslager in Soest.
Eind zestiger jaren werkte Lagaaij voor Simca.
Vanaf 1971 werkte hij op de design-afdeling van Porsche in Weissach (Duitsland) en was hij betrokken bij de vormgeving van de modellen 911, 924 en 928.
Na zes jaren werd hij hoofd van de design-afdeling bij Ford in Keulen. Daar droegen meerdere modellen, zoals de Escort en de Sierra zijn handschrift.
In 1985 stapte hij over naar BMW en werd daar hoofdontwerper. Een van de bekendste projecten uit deze tijd is de in 1987 op de IAA gepresenteerde BMW Z1 Roadster.
Van 1989 tot zijn pensionering op 1 juli 2004 was hij daarna hoofd van de designafdeling van Porsche in Weissach. Naast de studiemodellen Porsche Panamericana en Porsche 989 werden de seriemodellen Porsche Boxster, Porsche Cayman, Cayenne en de 911 (modelnummers 964, 993 en 996) grotendeels door hem stilistisch gedefinieerd. Zijn laatste opgave was de Porsche 911 (modelnummer 997), die vanaf 2004 op de markt is. Misschien wel hét hoogtepunt van zijn carrière was het ontwerp van de Porsche Carrera GT. 
Per 1 november 2004 werden zijn taken overgenomen door Michael Mauer, die daarvoor hoofddesigner bij Saab was.
Op 13 november 2013 werd Lagaaij benoemd tot Officier in de Orde van Oranje-Nassau.

## Galerij

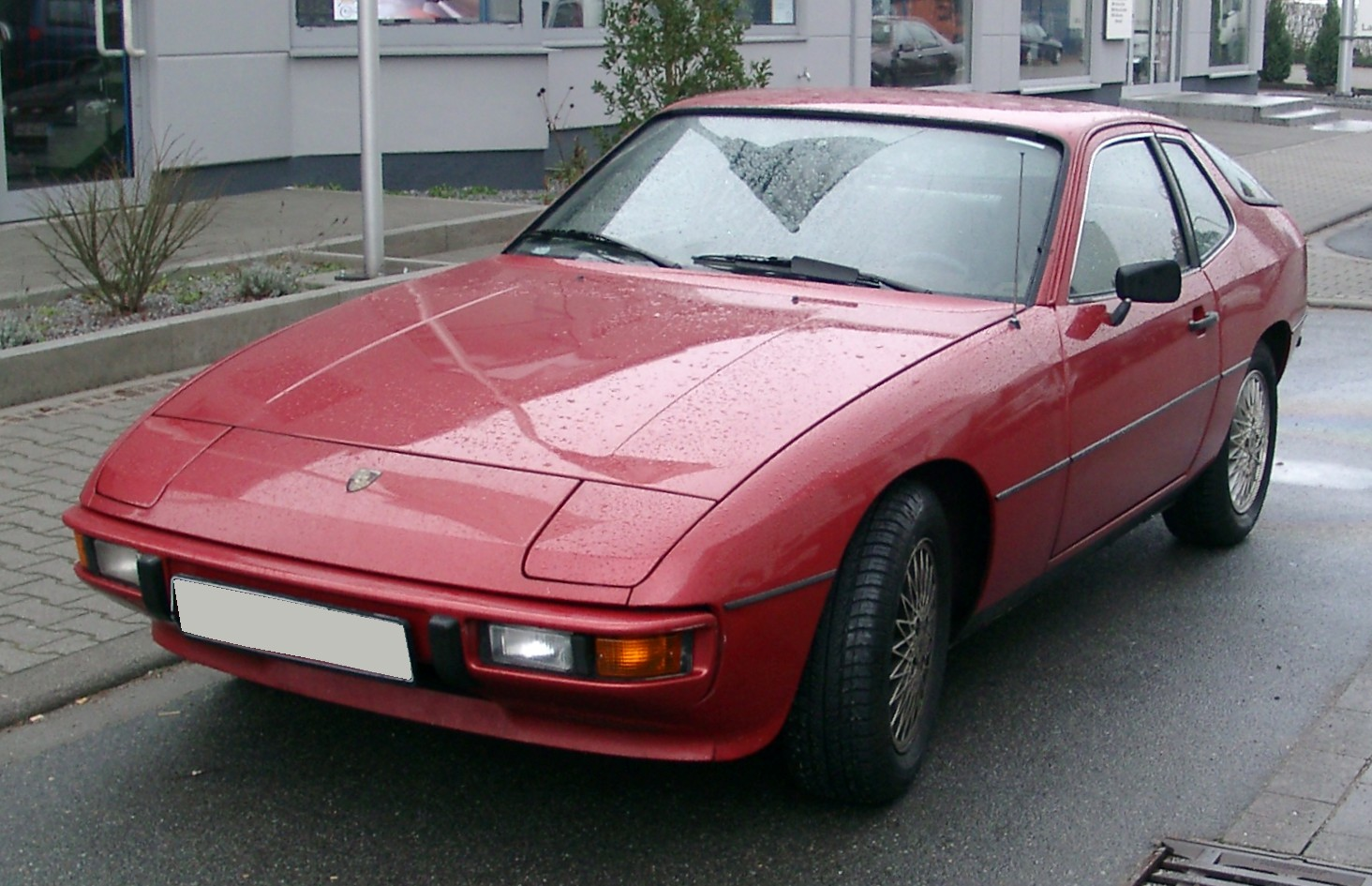
Porsche 924
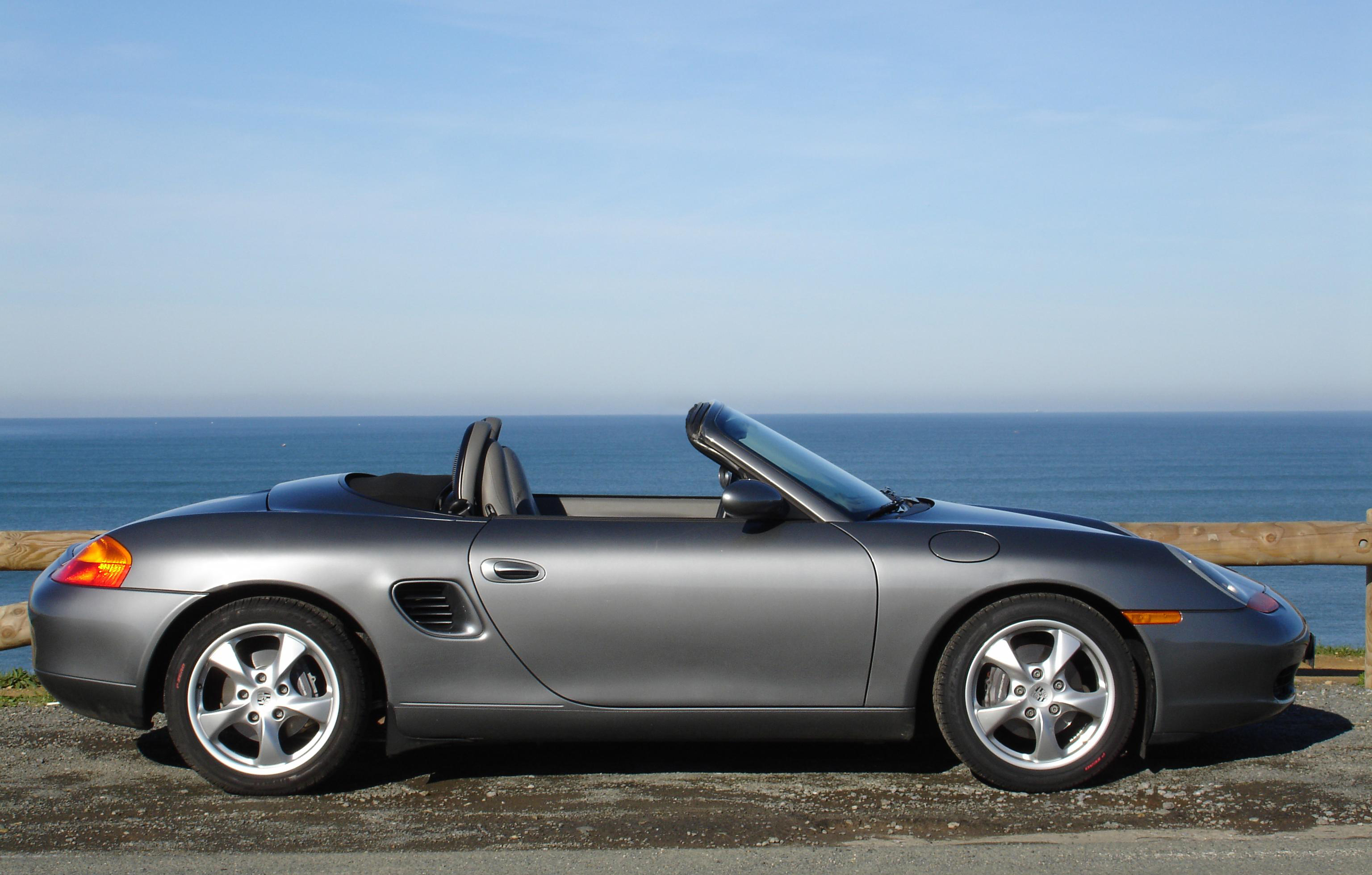
Porsche Boxster